# Alamania
Alamania (en alemánico, Alemannia) fue el territorio habitado por los pueblos alamanes después de que atravesaran el limes romano de Germania en el año 213. El término «Suabia» a menudo se ha utilizado de forma intercambiable con «Alamania» entre los siglos X y XIII, y todavía se emplea para referirse al territorio en ese período.

## Reinos tribales
Originariamente una confederación de tribus independientes, los alamanes sufrieron un proceso de centralización durante el siglo III d. C. y fueron gobernados por reyes entre los siglos IV y V hasta 496, en que fueron derrotados por Clodoveo I, rey de los francos, en la batalla de Tolbiac.
Durante el período del Imperio romano, los alamanes estaban divididos en goviae (en alemán Gau) o cantones, cada uno de ellos presidido por un rey tribal. Pero parece haber sido habitual que los reyes tribales se unieran bajo el liderazgo de un único rey durante las expediciones militares.
Algunos reyes de los alamanes de los siglos IV y V son conocidos por su nombre, siendo el primero Chroco, fallecido en el año 306, un líder tribal que dirigió incursiones contra el limes romano durante el siglo III.
Chnodomario (en su auge en el año 350) apoyó al emperador Constancio II durante la rebelión de Magnencio. Chnodomario mandaba el ejército de los alamanes en la Batalla de Estrasburgo en 357.
Macriano, Hariobaudo, Urio, Ursicino, Vadomaro y Vestralpo fueron los reyes alamanes que en el año 359 concertaron tratados con el emperador Juliano el Apóstata. Macriano fue depuesto en una expedición dirigida por el emperador Valentiniano I en 370.
Macriano parece haber tratado de establecer una gran alianza entre las tribus alamanas contra Roma, por lo que adquirió el título de turbarum rex artifex (rey y creador de inestabilidad). Los romanos impusieron a Fraomaro como sucesor de Macriano, pero los bucinobantes lo rechazaron y repusieron a Macriano en el trono. El emperador Valentiniano I, a pesar de su oposición, finalmente convirtió a los bucinobantes en sus foederati en la guerra contra los francos. Macriano cayó en la campaña contra los francos en una emboscada preparada por el rey franco Mallobaudes.
Gibuldo (fallecido hacia 470) es el último rey conocido de los alamanes. Su incursión en Passau es mencionada en la vita de San Lupo. Se desconoce el nombre del sucesor de Gibuldo que fue derrotado en Tolbiac.

## Ducado merovingio
Después de su derrota en el año 496, los alamanes rechazaron el yugo franco y se pusieron bajo la protección de Teodorico el Grande, rey de los ostrogodos, pero a su muerte fueron subyugados nuevamente por los francos (539) durante el reinado de Teodorico I y Teodeberto I. Desde entonces Alamania pasó a ser un ducado nominal en el reino franco.
Aunque gobernados por sus propios duques, los alamanes no estuvieron muy unidos durante los siglos VI y VII. A menudo aparecen en las crónicas como auxiliares en las expediciones francas en Italia. El Ducado de Alsacia era alamán, pero estaba gobernado por un linaje de duques francos, y la región alrededor del río Danubio superior y el río Neckar lo era por la familia Ahalolfinga y no por la casa ducal que gobernaba el centro de Alamania en torno al Lago de Constanza. La región de Recia también era alamana, pero estaba gobernada por la familia Victorida, que compartía el poder con la diócesis de Coira.
Alamania fue cristianizada durante el siglo VII, si bien no con tanta intensidad como Francia al oeste o Baviera al este. El primer código alamán Pactus Alamannorum procede de este período.
Las diócesis romanas de Estrasburgo y Basilea evangelizaron Alsacia y la región en torno a Coira, como se ha mencionado, Recia. La propia Alamania solo disponía de una diócesis en el este, Augsburgo, desde comienzos del siglo VII.
Había dos obispados romanos: las diócesis de Windisch y Octodurum, que fueron trasladadas a Avenches y Sitten, respectivamente. El oeste de Alamania recibió finalmente su propia diócesis en el siglo VII, situada en Constanza, mediante la cooperación de los obispos de Coira y los monarcas merovingios. La fundación de la diócesis de Constanza es oscura, aunque fue la mayor diócesis germánica durante el período merovingio y al comienzo de la dinastía de los carolingios. Las diócesis de Alamania, incluyendo Coira, que había estado sometida a la Archidiócesis de Milán, estaban bajo la jurisdicción de la Archidiócesis de Maguncia.
A la muerte del rey Dagoberto I en 638, Alamania, al igual que Baviera, Aquitania y Bretaña, rompieron sus lazos con los reyes francos y lucharon por su independencia. Tuvieron gran éxito hasta comienzos del siglo VIII, cuando una serie de campañas emprendidas por los mayordomos francos sometieron de nuevo a Alamania a la soberanía merovingia.
Sin embargo, durante este período de independencia de facto los alamanes comenzaron a ser gobernados de forma efectiva por un duque, aunque Alsacia y Recia quedaron fuera del ducado de Alamania. Entre 709 y 712 Pipino de Heristal luchó contra Lantfrido, que aparece como dux de los alamanes, y que escribió el segundo código legal de los alamanes: la Lex Alamannorum.
En el año 743 Pipino el Breve y Carlomán, hijo de Carlos Martel, emprendieron una campaña para someter a los alamanes y en 746 Carlomán realizó una severa purga entre la nobleza alamana. Varios miles de nobles alamanes fueron arrestados, sumarísimamente juzgados y ejecutados por traición en la masacre de Cannstatt (conocida como el tribunal de la sangre). Desde entonces, los alamanes fueron gobernados directamente por los francos, y la nobleza alamana superviviente parece haber residido únicamente en Alsacia.

## El reino carolingio
Durante el reinado de Ludovico Pío, los alamanes trataron de recuperar su independencia, y en la década de 830 hubo varios choques sangrientos entre los alamanes y la nobleza de Retia por el dominio de Alamania. Tras el Tratado de Verdún de 843, Alamania se convirtió en una provincia del reino de Luis el Germánico, precursor del Sacro Imperio Romano Germánico. En las fuentes de la época es llamado regnum, aunque no significa necesariamente que lo fuera. Parece que formaba parte de un reino, junto con Alsacia y Retia, que fue cedido a Carlos III el Gordo en la división entre los monarcas carolingios en el año 876. Bajo el reinado de Carlos III, Alamania se convirtió en el centro de su imperio, pero tras su deposición, también perdió el favor real. Aunque era un territorio étnicamente homogéneo, había frecuentes enfrentamientos entre retios y alamanes por el control de la Iglesia.
A finales del siglo IX, Alamania, al igual que Baviera, Sajonia y Franconia, intentó unificarse bajo un solo duque, pero los nobles no tuvieron tanto éxito como en Sajonia o Baviera. Alamania era uno de los ducados raíz (‘’Stammesherzogtum’’), ducados "menores" o tribales, formado sobre la organización política tras el colapso de la dinastía carolingia a finales del siglo IX y comienzos del X. En el siglo X ninguna casa nobiliar consiguió fundar una dinastía ducal en Alamania, como hicieron los Otónidas en Sajonia o los Liutpoldinos en Baviera, si bien los Hunfridinos estuvieron cerca de lograrlo.
El ducado abarcaba el territorio que rodeaba el Lago de Constanza, la Selva Negra y ambas orillas del río Rin, incluyendo Alsacia y partes de la actual Suiza, limitando con la Borgoña Superior. La frontera con Borgoña, fijada en el año 843, discurría en torno al Aare inferior, girando hacia el sur en el Rin, pasando al oeste de Lucerna y a través de los Alpes hasta el paso de San Gotardo. Al norte el límite discurría desde el río Murg, al sur de Karlsruhe, hasta Heilbronn y Nördlingen. La frontera oriental era el río Lech. Argovia era un territorio disputado entre los duques de Alamania y el reino de la Alta Borgoña.
Desde el siglo X en adelante, Alamania es conocida habitualmente como Ducado de Suabia.

## Legado
El alamánico sobrevive como una familia separada de dialectos alemanes en la Alta Alemania. La distribución de los subgrupos alamánicos se corresponde en gran medida con la Alamania histórica, aunque estaban más extendidos en la Alta Edad Media. La línea Brünig-Napf-Reuss es un límite cultural que marca la división entre Alamania y las marcas entre Alamania y Borgoña.
El nombre Alemannia es la latinización de una expresión en alto alemán antiguo: Alle Mannen («todos los hombres»), que engloba a todos los pueblos que habitaban esa zona en tiempos de Julio César (teutones, bucinobantes, cuados, hermiones, etc.) y fue transmitido a varias lenguas modernas, como el árabe (ألمانيا), catalán (Alemanya), galés (Yr Almaen), córnico (Almayn), francés (Allemagne), gallego y portugués (Alemaña/Alemanha), español (Alemania) y turco (Almanya), frente a los derivados del latino Germania, como el inglés (Germany) e italiano (Germania). El nombre Germani es la latinización de una palabra en lenguas renanas: Germanen (“de este lado del Rin”), que fue usada por Julio César para referirse específicamente a los eburones de la Gallia Belgica (al oeste del Rin).

## Lista de gobernantes

### Reyes
Reyes conocidos de Alamania antes del año 496:
- Chroco 306
- Mederico (padre de Agenarico, hermano de Chnodomaro)
- Chnodomaro 350, 357
- Vestralpo 357, 359
- Uro 357, 359
- Agenarico (Serapio) 357
- Suomaro 357, 358
- Hortaro 357, 359
- Gundomaro 354 (corregente de Vadomaro)
- Ursicino 357, 359
- Macriano 368, 371
- Rando 368
- Hariobaudo siglo IV
- Vadomaro 354, 360
- Vithicabo 360, 368
- Priario 378
- Gibuldo (Gebavulto) 470

### Duques de Alamania (506-911)

#### Duques bajo los merovingios
- Bucçlin 539-554
- Leuthari I antes de 552-554
- Haming 539-554
- Lantachar hasta 548 (diócesis de Avenches)
- Magnachar 565 (diócesis de Avenches)
- Vaefar 573 (diócesis de Avenches)
- Teodefrido (Theodefridus)
- Leutfredo (Leudefredus) hasta 588
- Uncelen (Uncelenus) 588-607
- Gunzo o Cunzo 613
- Crodoberto (Crodobertus o Chrodobertus) 630
- Leutario II (Leutharius) 642
- Godofredo (Gotfridus o Cotefredus) hasta 709
- Vilario 709-712 (en latín: Vilarius, Wilharius, Willeharius, o Willicharius; en el Ortenau)
- Lanfredo (Lantfridus o Lanfredus) 709-730
- Teudebaldo 709-744
- Carlomán (744-747)
- Drogo (747-748)

#### Gobernantes carolingios
- Carlos (829-840)
- Carlos el Gordo (864-880)
- Luis el Joven (880-882)
- Carlos el Gordo (882-888)
- Bernardo (888-892)

#### Hunfridingas
- Burcardo I (909–911, hunfridingo)